# Solanin
Solanin (natančneje α-solanin) je glikoalkaloid rastlinskega izvora, ki ga vsebujejo vrste iz družine razhudnikovk (Solanaceae). Njegova vloga je obramba rastline pred glivami, žuželkami in drugimi škodljivci. Prisoten je v vseh delih rastline, tako listih kot tudi plodovih in gomoljih. 
Za človeka je strupen že v zelo majhnih količinah, povzroča prebavne in nevrološke težave, kot so bruhanje, driska, želodčni krči, srčna aritmija, glavobol ter vrtoglavica. V hujših primerih zastrupitve so lahko posledice haluciniranje, paraliza, mrzlica, zlatenica ipd. Smrtna doza je 3 do 6 mg na kilogram telesne teže. Simptomi se največkrat pojavijo 8 do 12 ur po zaužitju, pri zelo velikih količinah pa lahko že po 30 minutah.
Mehanizem delovanja še ni popolnoma pojasnjen, poskusi pa kažejo, da povzroča odpiranje kalcijevih ionskih kanalčkov v mitohondrijih. Kalcij skozi kanalčke vdre v mitohondrije, kjer povečana koncentracija sproži kaskado kemijskih reakcij, ki se konča z nadzorovano celično smrtjo.
Količina solanina se v gomoljih (predvsem v bližini površine) hitro poveča, kadar so izpostavljeni svetlobi, ob mehanski poškodbi ali napadu krompirjeve plesni. Spremljata jo zelena obarvanost gomoljev, ki je posledica hkratnega pojava klorofila, in grenak okus. Kuhanje krompirja denaturira dovoljšno količino solanina, ki je normalno prisoten v gomoljih da so le-ti varni za prehrano, pri poškodovanih ali neustrezno spravljenih gomoljih pa ni učinkovito.